# An der Schranne 1 (Weißenburg)

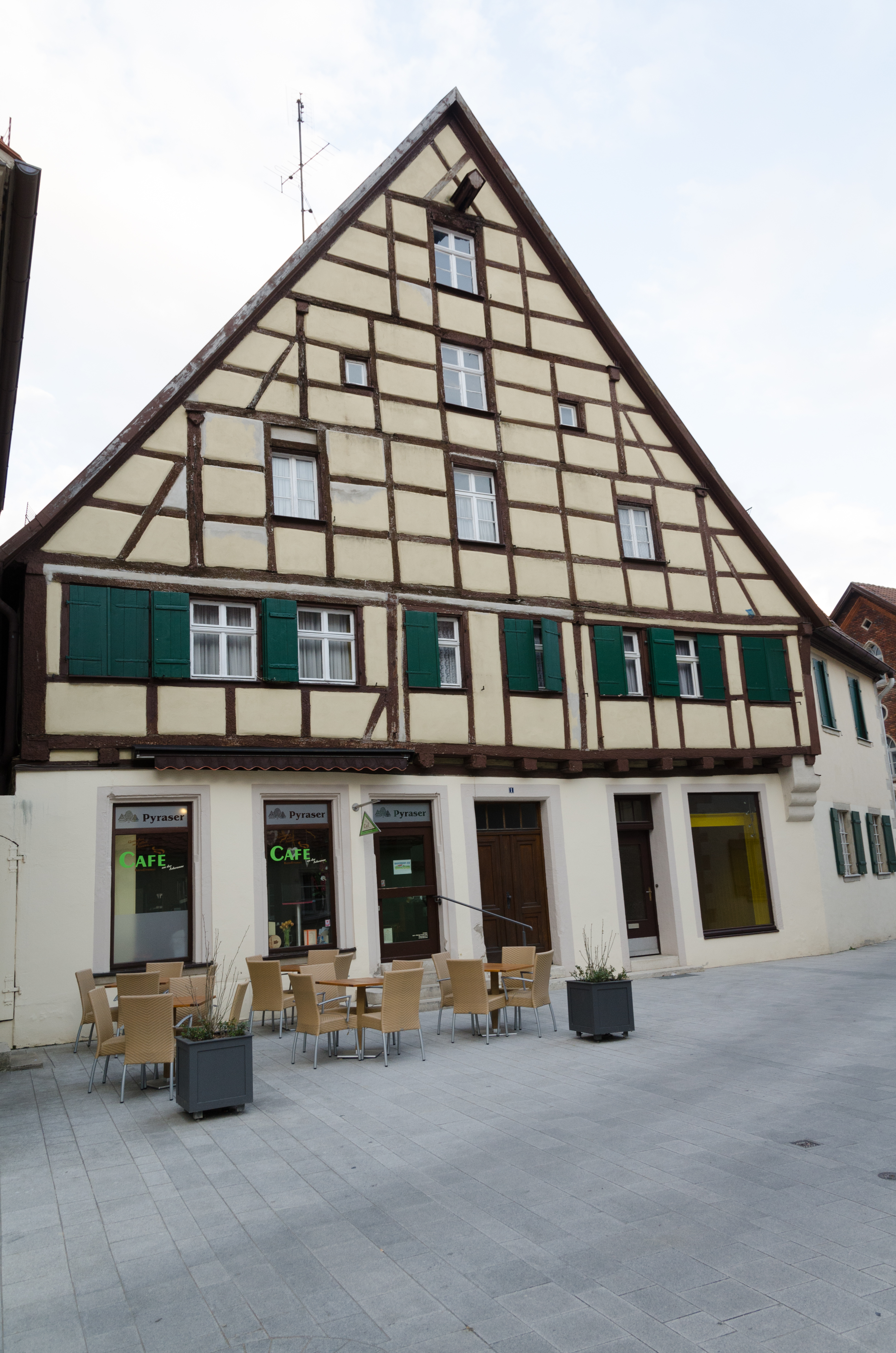
Haus An der Schranne 1 in Weißenburg

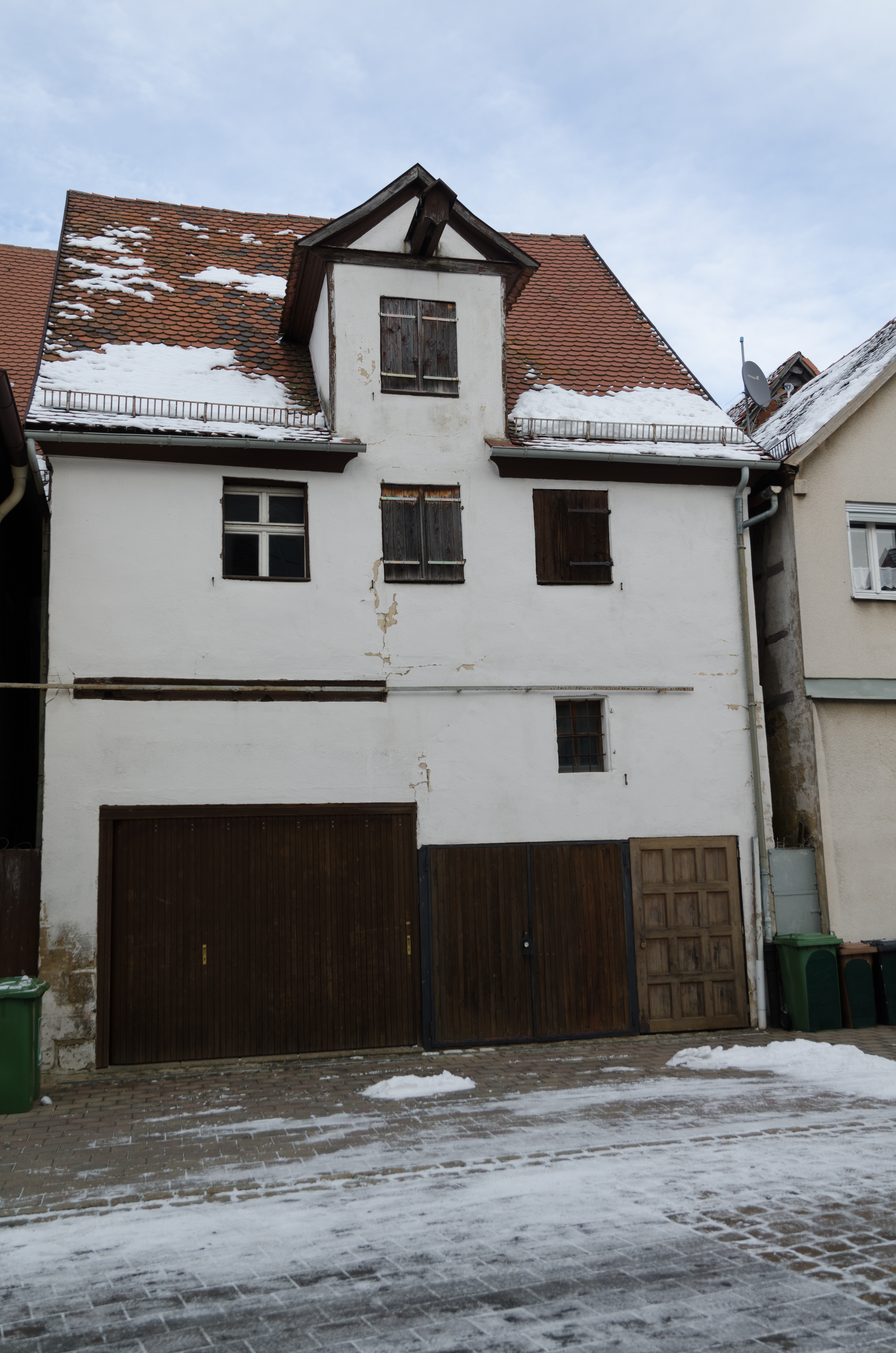
Scheune

Das Haus An der Schranne 1 ist ein Bürgerhaus in der denkmalgeschützten Altstadt von Weißenburg in Bayern, einer Großen Kreisstadt im mittelfränkischen Landkreis Weißenburg-Gunzenhausen. Das Gebäude ist unter der Denkmalnummer D-5-77-177-38 als Baudenkmal in die Bayerische Denkmalliste eingetragen.
Das Gebäude steht in der nördlichen Altstadt  am nördlichen Ende des Platzes An der Schranne an der Einmündung in die Luitpoldstraße umrahmt von weiteren Baudenkmälern  auf einer Höhe von 426 Metern über NHN. Unweit südlich befindet sich die für den Platz namensgebende Schranne. An der Nordseite an das Gebäude angebaut ist das Haus Luitpoldstraße 30.
Das zweigeschossige Gebäude ist ein Satteldachbau mit fachwerksichtigem Obergeschoss. Das Baugrundstück wurde frei, nachdem die naheliegende Martinskirche, an dessen Stelle sich die heutige Schrannenhalle befindet, 1524 profaniert und der dazugehörige Friedhof aufgelassen wurde. Als Baujahr wurde 1548 dendrochronologisch datiert. Das Bauwerk erlitt im Dreißigjährigen Krieg Beschädigungen. 1747 wurde das Fachwerk erneuert. Im Gebäude ist heute im Erdgeschoss ein Café untergebracht.
Seitlich angeschlossen ist ein zweigeschossiger Satteldachbau nach Planung von Georg Probst aus dem Jahr 1860. Auf dem Gelände befindet sich eine Scheune, die ebenfalls denkmalgeschützt ist. Es ist ein zweigeschossiger Satteldachbau mit Zwerchhaus in Fachwerkbauweise aus dem späten 18. Jahrhundert.